# Theridiosoma epeiroides
Theridiosoma epeiroides är en spindelart som beskrevs av Friedrich Wilhelm Bösenberg och Embrik Strand 1906. Theridiosoma epeiroides ingår i släktet Theridiosoma och familjen strålspindlar. Inga underarter finns listade i Catalogue of Life.